# On a Clear Day You Can See Forever
On a Clear Day You Can See Forever is een Amerikaanse muziekfilm uit 1970 onder regie van Vincente Minnelli.

## Verhaal
Een docent psychiatrie maakt gebruik van hypnose. Hij helpt een helderziende vrouw te stoppen met roken. Hij wil bewijzen dat haar gave op bedrog berust en ontdekt zo bij toeval dat ze een vorig leven had in de 18e eeuw.

## Rolverdeling
| Acteur           | Personage           |
| ---------------- | ------------------- |
| Barbra Streisand | Daisy Gamble        |
| Yves Montand     | Dr. Marc Chabot     |
| Bob Newhart      | Dr. Mason Hume      |
| Larry Blyden     | Warren Pratt        |
| Simon Oakland    | Dr. Conrad Fuller   |
| Jack Nicholson   | Tad Pringle         |
| John Richardson  | Robert Tentrees     |
| Pamela Brown     | Mevrouw Fitzherbert |
| Irene Handl      | Winnie Wainwhisle   |
| Roy Kinnear      | Prins-regent        |
| Peter Crowcroft  | Advocaat            |
| Byron Webster    | Advocaat            |
| Mabel Albertson  | Mevrouw Hatch       |
| Laura Main       | Lord Percy          |
| Kermit Murdock   | Hoyt III            |

## Filmmuziek
1. Hurry! It's Lovely Up Here
2. On a Clear Day
3. Love with All the Trimmings
4. Melinda
5. Go to Sleep
6. He Isn't You
7. What Did I Have That I Don't Have?
8. Come Back to Me
9. On a Clear Day
10. On a Clear Day (reprise)